# León (tỉnh)
León (tiếng Tây Ban Nha: León [leˈon]; tiếng Galicia: León [le'oŋ]; tiếng León: Llión [ʎiˈoŋ]) là một tỉnh ở phía tây bắc Tây Ban Nha, tây bắc cộng đồng tự trị Castilla và León.
Khoảng ¼ trong tổng số 500.200 dân của tỉnh (năm 2008) sống ở tỉnh lỵ León. Tỉnh này có chung vườn quốc gia Picos de Europa (ở dãy núi Picos de Europa) cùng với Cantabria và Asturias. Tổng cộng có 211 đô thị ở tỉnh này.

## Lịch sử
Tỉnh León được thành lập vào năm 1833 như một phần của cuộc cải cách lãnh thổ do Francisco Javier de Burgos khởi xướng. Nó được tạo thành từ các vùng León, Salamanca và Zamora.
Trước đó, cho đến năm 1833, Vương quốc León được quản lý độc lập, trải dài trên phần tây bắc của Bán đảo Iberia, vẫn giữ nguyên trạng của một vương quốc, mặc dù nó đã thuộc quyền của Vương quốc Castilla. Trước đó, Vương quốc Leon được thành lập vào năm 910 sau Công nguyên khi những người cai trị Cơ đốc giáo của Asturias chuyển thủ đô của họ từ Oviedo đến León.Vùng này tuyên bố độc lập vào năm 1139, từ đó xuất hiện Vương quốc Bồ Đào Nha. Năm 1188, Vương quốc Leon đã phát triển một nghị viện, được UNESCO mô tả là nghị viện đầu tiên ở châu Âu.

## Các Comarca
- El Bierzo
- Maragatería
- Tierra de Campos
- La Montaña
- La Ribera
- La Cabrera
- Tierras de La Bañeza
- Tierras de León